# Mansuphantes rectilamellus
Mansuphantes rectilamellus is een spinnensoort in de taxonomische indeling van de hangmatspinnen (Linyphiidae).
Het dier behoort tot het geslacht Mansuphantes. De wetenschappelijke naam van de soort werd voor het eerst geldig gepubliceerd in 1988 door Deltshev.